# Орден Свободи (Словенія)
Орден Свободи — найвища державна нагорода Республіки Словенія.

## Історія
Орден був заснований у 1992 році наказом № 24/92, для нагородження громадян за виняткові заслуги, спрямовані на захист свободи й затвердження суверенітету Словенії.
Перші нагородження були проведені в 1992 році. Золоті знаки були вручені деяким бійцям словенської поліції та територіальної оборони, політиками, які сприяли незалежності Словенії, а також деяким іноземним політиками, які надали підтримку в час здобуття незалежності держави.
Медаль присуджують указом Президента Словенії.

## Ступеня
Орден має три ступені:
- Золотий орден Свободи — золотий знак на шийній стрічці
- Срібний орден Свободи — срібний знак для кріплення на грудях
- Орден Свободи — мельхіоровий знак для кріплення на грудях

## Опис
Знак ордена являє собою скручену спіраллю багатосегментну стрічку. У центрі круглий медальйон, пофарбований хвилеподібно вертикально емаллю у кольори державного прапора.
Інсигнії ордена включають в себе орденську планку, виготовлену з металу, що відповідає ступеню знаку. У центрі планки емалевий триколор, у кольорах державного прапора.